# Artur Drozdow
Artur Mykołajowycz Drozdow (ukr. Артур Миколайович Дроздов; ur. 23 października 1980 w Jakucku) – ukraiński koszykarz, występujący na pozycjach rzucającego obrońcy lub niskiego skrzydłowego, reprezentant kraju, posiadający także francuskie obywatelstwo.

## Osiągnięcia
Stan na 30 kwietnia 2022, na podstawie, o ile nie zaznaczono inaczej.

### Drużynowe
- Mistrz:
  - Francji (2001, 2003, 2004)
  - Ukrainy (2013, 2014, 2017)
- Wicemistrz:
  - Francji (2002)
  - Ukrainy (2007, 2008, 2012, 2016)
- Zdobywca pucharu:
  - Francji (2002, 2003)
  - Ukrainy (2007, 2014)
  - Liderów LNB Pro A (2003)
- Finalista pucharu:
  - Francji (2001, 2004)
  - Ukrainy (2008, 2009, 2017)
- Uczestnik międzynarodowych rozgrywek:
  - Euroligi (2001–2006, 2013/2014)
  - Eurocup (2007/2008, 2011–2014)
  - Ligi Mistrzów FIBA (2017/2018)
  - EuroChallenge (2008–2010)

### Indywidualne
- Zaliczony do I składu:
  - ligi ukraińskiej (2013)
  - kolejki ligi ukraińskiej (12 – 2011/2012, 4 – 2013/2014)
- MVP miesiąca ligi ukraińskiej (grudzień 2011, luty 2012, luty 2013, marzec 2013)

### Reprezentacja
- Uczestnik:
  - mistrzostw Europy (2003 – 14. miejsce, 2005 – 13. miejsce)
  - kwalifikacji do Eurobasketu (2001, 2003, 2007, 2009, 2013)